# Betty Mae Tiger Jumper
Betty Mae Tiger Jumper, más néven Potackee (1923. április 27. − 2011. január 14.) (szeminol indián) a floridai szeminol törzs első és mindeddig egyetlen női elnöke volt. Az ápolónő végzettségű Betty Mae 1956-ban társalapítója volt a törzs első újságjának, a Seminole News-nak, amelyet később a Seminole Tribune váltott fel, ennek szerkesztője lett, és elnyerte az Amerikai Bennszülött Újságírók Szövetségének életműdíját. 2001-ben jelentette meg emlékiratait  Seminole Legend (Szeminol legendák) címmel.
Tiger az első floridai szeminol, aki megtanult angolul írni és olvasni, és az első, aki elvégezte a középiskolát és az ápolói programot. Amellett, hogy az újság szerkesztőjeként dolgozott, a törzs kommunikációs igazgatója volt.

## Életútjának kezdete, tanulmányai
Betty Mae Tiger 1923. április 27-én született a floridai Indiantown közelében lévő szeminol táborban, a Kígyó klánhoz tartozó szeminol nő, Ada Tiger és egy francia prémvadász, Abe Partan lányaként. Nagyanyja, Mary Tiger a Potackee szeminol nevet választotta neki. 
A szeminol anyai rokonsági rendszer szerint Betty Mae az anyja vezetéknevét kapta.
A törzs annyira ellenezte a fehérekkel való házasságot, hogy néha előfordult, hogy a félvér gyermekeket az Evergladesben hagyták meghalni. Amikor Betty Mae ötéves volt, néhány szeminol gyógyító azzal fenyegette meg őket, hogy őt és öccsét halálra ítéli, mert az apjuk fehér volt. Dédnagybátyja ellenállt, és a családot a Broward megyei Dania rezervátumba költöztette, ahol a kormány megvédte a gyerekeket. A költözéssel édesanyja közel 500 marhát vesztett; néhányat sikerült eladnia, a többit pedig felajánlotta a törzsének, az élelemre rászorulóknak.
Betty Mae első megismert nyelvei a mikaszuki és a krík voltak, mivel a rokonok mindkettőt beszélték. Éjszakánként gyakran hallgatta, ahogy a törzs idősebb tagjai az őseiktől örökölt történeteket meséltek. "A történetek megtanítottak arra, hogyan kell élni" - mondta.  Később feljegyezte a történeteket a következő generációk számára.
Tigris úgy döntött, hogy meg kell tanulnia írni és olvasni. A szegregált floridai iskolarendszerben sem a fehér, sem a fekete iskolák nem fogadták be a szeminol gyerekeket. Tiger úgy döntött, hogy egy szövetségi indián bentlakásos iskolába megy, és beiratkozott az észak-karolinai Cherokee-ban lévő iskolába, unokatestvérével, Maryvel és öccsével együtt.
Tizennégy évesen kezdett angolul tanulni. Ő lett törzsének első hivatalosan tanult szeminolja, valamint az első, aki angolul tudott írni és olvasni. 1945-ben érettségizett, majd 1945-ben beiratkozott az oklahomai Kiowa Indián Kórház ápolói programjára, amelyet a következő évben fejezett be. A szeminolok akkoriban még nagyon hagyománytisztelők voltak, és sokan csak a Medicine Men-től, a törzs gyógyítóitól fogadták el az ellátást. Családjában is voltak gyógyító foglalkozásúak: az édesanyja, a nagybátyjai és Jimmy dédnagybátyja. Édesanyja hajlandó volt fehér orvosok és kórházak támogatását is elfogadni, hogy segíthessen a beteg embereken.

## Házasság és család
Miután befejezte az ápolónői programot, Tiger visszatért Floridába. Hozzáment Moses Jumperhez, és született egy fiuk, Moses és két lányuk, akik fiatalon meghaltak. Ezután örökbe fogadtak két szeminol gyermeket, Boettner Rogert és Scarletet.

## Munkássága
Betty Tiger Jumper 40 évig dolgozott ápolónőként a szeminol közösség egészségügyi ellátásának javításán. Kezdetben nagy körutakat tett meg a Big Cypress, Brighton és Hollywood rezervátumokká vált területeinek különböző kis közösségeiben. "Ahogy az emberek kijöttek a mocsarakból" - ahogy ő mondta -, ő és egy másik ápolónő sok gyereket oltott be először védőoltásokkal.  Ő és az édesanyja, aki bába volt, azon dolgoztak, hogy rávegyék a nőket, hogy szükség esetén menjenek kórházba.
1956-ban Tiger Jumper társalapítója volt egy törzsi hírlevélnek, a Seminole News-nak, amely röviddel azután, hogy mások vették át, megszűnt. 1967-ben Betty Mae Tiger Jumpert választották meg a Szeminol törzs első női elnökévé, vagyis főnökévé, egy évtizeddel azután, hogy a törzs szövetségi elismerést kapott. Megalapította az Egyesült Déli és Keleti Törzseket (United South and Eastern Tribes, USET), egy csoportot, amely egészségügyi és oktatási programokat működtetett a tagok számára. 1970-ben egyike volt annak a két nőnek, akit Richard M. Nixon elnök az Indián Esélyek Nemzeti Kongresszusába nevezett ki. 16 évig volt a tanács tagja.
Vezetésének köszönhetően a Szeminol törzs 1967-es csődközeli helyzete megszűnt, 1971-ben, amikor távozott hivatalából 500 000 dollárral rendelkezett a törzs. "Három célom volt az életemben" - mondta 1999-ben. "Befejezni az iskolát, elvégezni az ápolónői képzést, majd visszatérni és a népem körében dolgozni, és három könyvet írni." Ezeket a célokat és még sok mást is teljesített.  Az 1970-es években megalapították az Alligator News törzsi újságot. Miután átkeresztelték The Seminole Tribune-ra, Tiger Jumper több éven át szerkesztője volt, és a törzs kommunikációs igazgatója is lett.
Számos cikket írt a törzsi hagyományokról és kultúráról. 1999-re a lapon négy szeminol és öt-hat fehér dolgozott, melyet az egész országban és nemzetközi szinten is terjesztettek. Tiger Jumper megkapta az első életműdíjat az Amerikai Bennszülött Újságírók Szövetségétől .

## Könyvek
- And With the Wagon - Came God's Word (És a szekérrel - jött Isten szava)
- Legends of the Seminoles, (Szeminol legendák) illustrated by Guy La Bree (children's book, 1994)
- with Patsy West, A Seminole Legend (Szeminol legendák)(2001)

A The Corn Lady című videó narrátora, amely egy szeminol tradicionális történetet mesél el.

## Későbbi évek
2001-ben kiadta memoárját A Seminole Legend címen, és saját honlapot is létrehozott. A Snake (Kigyó) klán utolsó túlélő matriarchája 2011. január 14-én, álmában békésen elhunyt.

## Elismerések és kitüntetések
- 1989-ben a havonta megjelenő Seminole Tribune volt az első indián indián újság, amely elnyerte a Robert F. Kennedy újságírói díjat. Abban az évben Pulitzer-díjra is jelölték.[13]
- 1994-ben beiktatták a Florida Women's Hall of Fame-be.[14]
- 1997-ben megkapta az első életműdíjat, amelyet a Native American Journalists Association valaha is átadott.[15]
- 1997-ben a Seminole Tribune öt díjat kapott az Amerikai Bennszülött Újságírók Szövetségétől.[13]
- 1997-ben a Florida Commission on the Status of Women (a nők helyzetével foglalkozó floridai bizottság) az "Év nője" címet adományozta neki.[15]
- A Florida Állami Egyetem tiszteletbeli doktori címet adományozott neki.[15]
- 2019-ben történelmi emléktáblát állítottak Jumper tiszteletére a floridai Stuartban.[16]
- Elnyerte a Florida Department of State Folklife Heritage Award-ot[15]

## Fordítás
Ez a szócikk részben vagy egészben  a   Betty Mae Tiger Jumper című angol Wikipédia-szócikk ezen változatának fordításán alapul.  Az eredeti cikk szerkesztőit annak laptörténete sorolja fel. Ez a jelzés csupán a megfogalmazás eredetét és a szerzői jogokat jelzi, nem szolgál a cikkben szereplő információk forrásmegjelöléseként.